# Topaza pella
Topaza pella là một loài chim trong họ Chim ruồi.